# 쿠툭투
쿠툭투(몽골어: ᠺᠦᠲᠦᠭᠲᠦ qutuγtu, 한국 한자: 呼圖克圖 호도극도) 또는 호톡투(티베트어: ཧོ་ཐོག་ཐུ། 호톡투[Hotogtu], 한국 한자: 胡土克圖 호토극도)는 청나라 때부터 민국 초 사이 시대에 티베트 불교에서 몇몇 고승들에게 주어진 칭호다. 티베트 불교에서 쿠툭투들보다 격이 높은 이는 달라이 라마와 판첸 라마밖에 없다. 
쿠툭투들은 모두 단절되었고, 현재 남아있는 쿠툭투는 없다.